# St. Martin (Mörslingen)

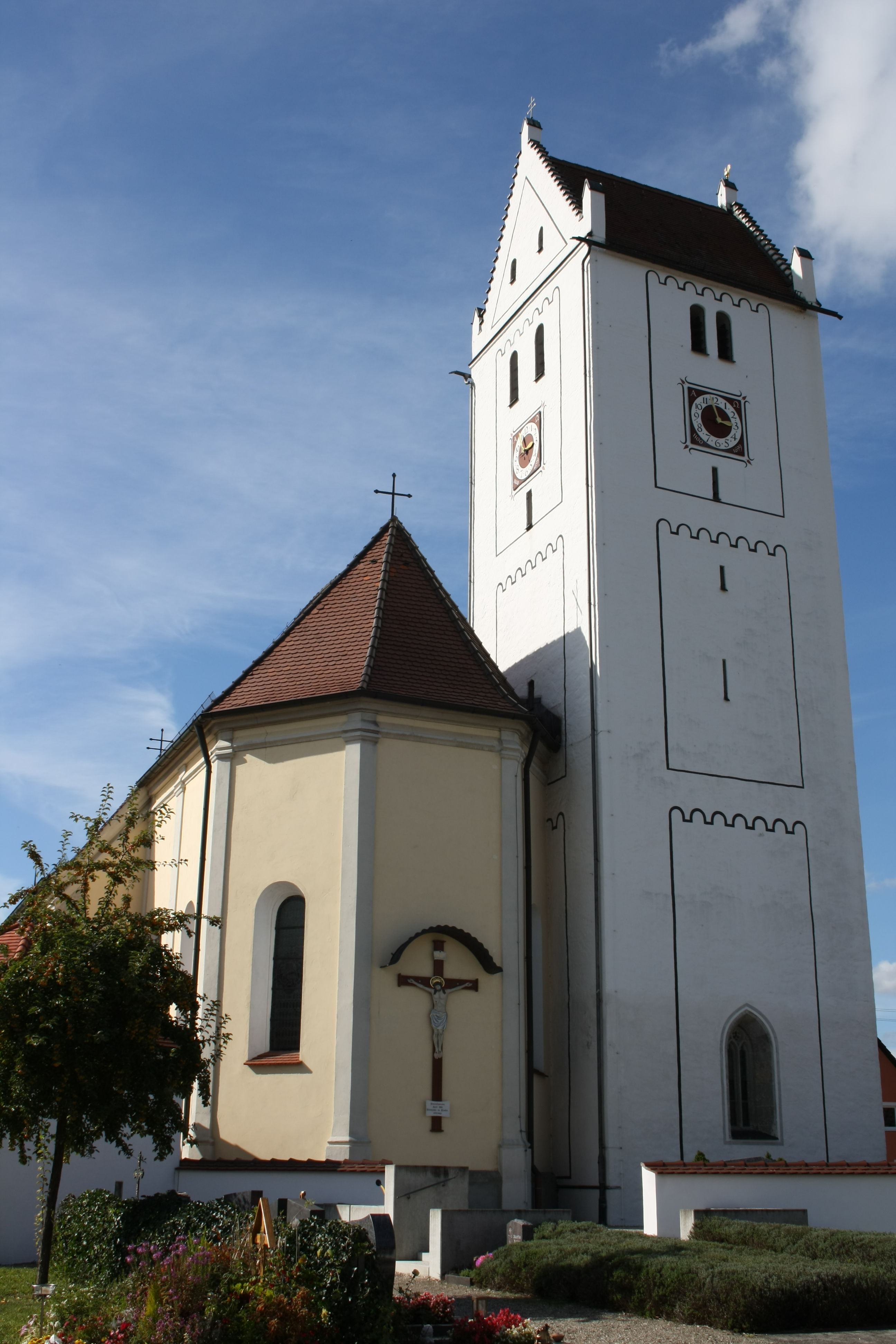
Pfarrkirche St. Martin in Mörslingen, Ansicht von Osten

Die römisch-katholische Pfarrkirche St. Martin in Mörslingen, einem Ortsteil der Gemeinde Finningen im Landkreis Dillingen an der Donau im bayrischen Regierungsbezirk Schwaben, geht auf eine frühgotischen Chorturmkirche zurück. Die heutige Kirche wurde Ende des 17. Jahrhunderts errichtet und im späten 18. Jahrhundert im Stil des Rokoko ausgestaltet. Im Erdgeschoss des Turmes haben sich Fresken aus dem 14. und 15. Jahrhundert erhalten. Das Gebäude steht auf der Liste der geschützten Baudenkmäler in Bayern.

## Geschichte

### Pfarrei
Das Patrozinium des heiligen Martin lässt eine Gründung der Pfarrei bereits in fränkischer Zeit vermuten. Erstmals wurde Mörslingen um das Jahr 1100 erwähnt, als die Welfen die Kirche von Mörslingen der Abtei Weingarten schenkten. Später kam das Patronatsrecht an die Grafen von Oettingen und ab 1312 an das Hochstift Augsburg. Von 1543 bis 1616 war Mörslingen protestantisch. Bis 1843 gehörten zur Pfarrei Mörslingen Oberfinningen und bis 1867 Deisenhofen.

### Kirche
Im 13./14. Jahrhundert wurde eine Chorturmkirche errichtet, von der nur noch der Turm erhalten ist. Vermutlich in der Mitte des 17. Jahrhunderts wurde die Kirche erstmals umgebaut. Um 1682 erfolgte der Neubau des heutigen Chores und 1699 wurde das Langhaus angefügt. 1764 malte Johann Anwander aus Lauingen die Kreuzwegstationen als Replik zum Kreuzweg in Tapfheim. Johann Eckart aus Höchstädt an der Donau schuf 1766/67 die Altäre mit Altarblättern von Joseph Leitkrath aus Donauwörth, der 1782 die Deckenfresken ausführte. Die Weihe der neuen Kirche erfolgte am 9. September 1787.

## Architektur

### Außenbau
An der Nordseite des Chors steht der 32 Meter hohe Turm aus verputztem Bruchsteinmauerwerk, der mit einem steilen Satteldach gedeckt ist. Der fünfgeschossige Turm wird von einem zinnengeschmückten Stufengiebel bekrönt.
Langhaus und Chor sind aus verputztem Ziegelmauerwerk errichtet und von Rundbogenfenstern durchbrochen. Die Ecken des Chores sind durch flache Pilaster verstärkt.
Die Eingänge befinden sich an der Nord- und der Südseite, im Norden ein offenes Vorzeichen auf toskanischen Steinsäulen.

### Innenraum

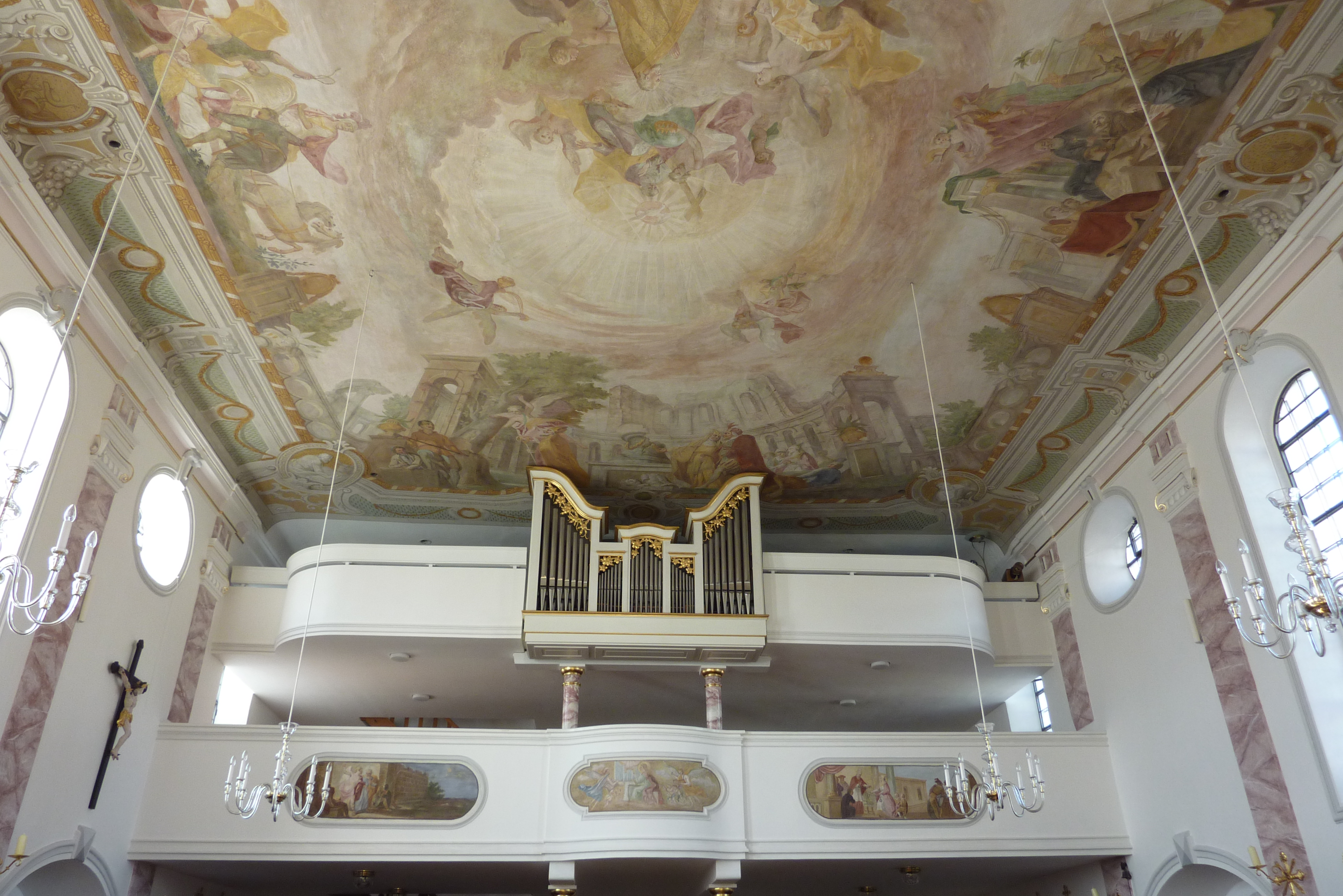
Blick zur Empore

Das einschiffige Langhaus erstreckt sich über fünf Joche und mündet im Osten in einen eingezogenen, dreiseitig geschlossenen Chor. Die Wände gliedern Pilaster mit ionisierenden Kapitellen. Eine Hohlkehle bildet den Übergang zur Flachdecke des Langhauses.
Im Westen schließt sich eine doppelte Empore auf Eisenrohrstützen an. Die obere Empore trägt die 1811 eingebaute Orgel. Auf dem mittleren Feld der unteren Emporenbrüstung ist die heilige Cäcilie dargestellt, die auf einer Orgel spielt.

## Wand- und Deckenmalereien

### Fresken im Chorturm
An der Nord- und Ostwand des Turmerdgeschosses, das ursprünglich als Chor genutzt wurde und heute als Taufkapelle dient, haben sich Fresken aus dem 14. und 15. Jahrhundert erhalten. In den Fensterlaibungen der Ostwand wird die Verkündigung dargestellt. Auf den seitlichen Feldern sieht man Heilige und ein Gesicht in einem Lorbeerkranz, über den Giebelschrägen aus Ornamenten wachsende Engel. Die Szene der Anbetung der Heiligen Drei Könige an der Nordseite wird in die zweite Hälfte des 15. Jahrhunderts datiert.

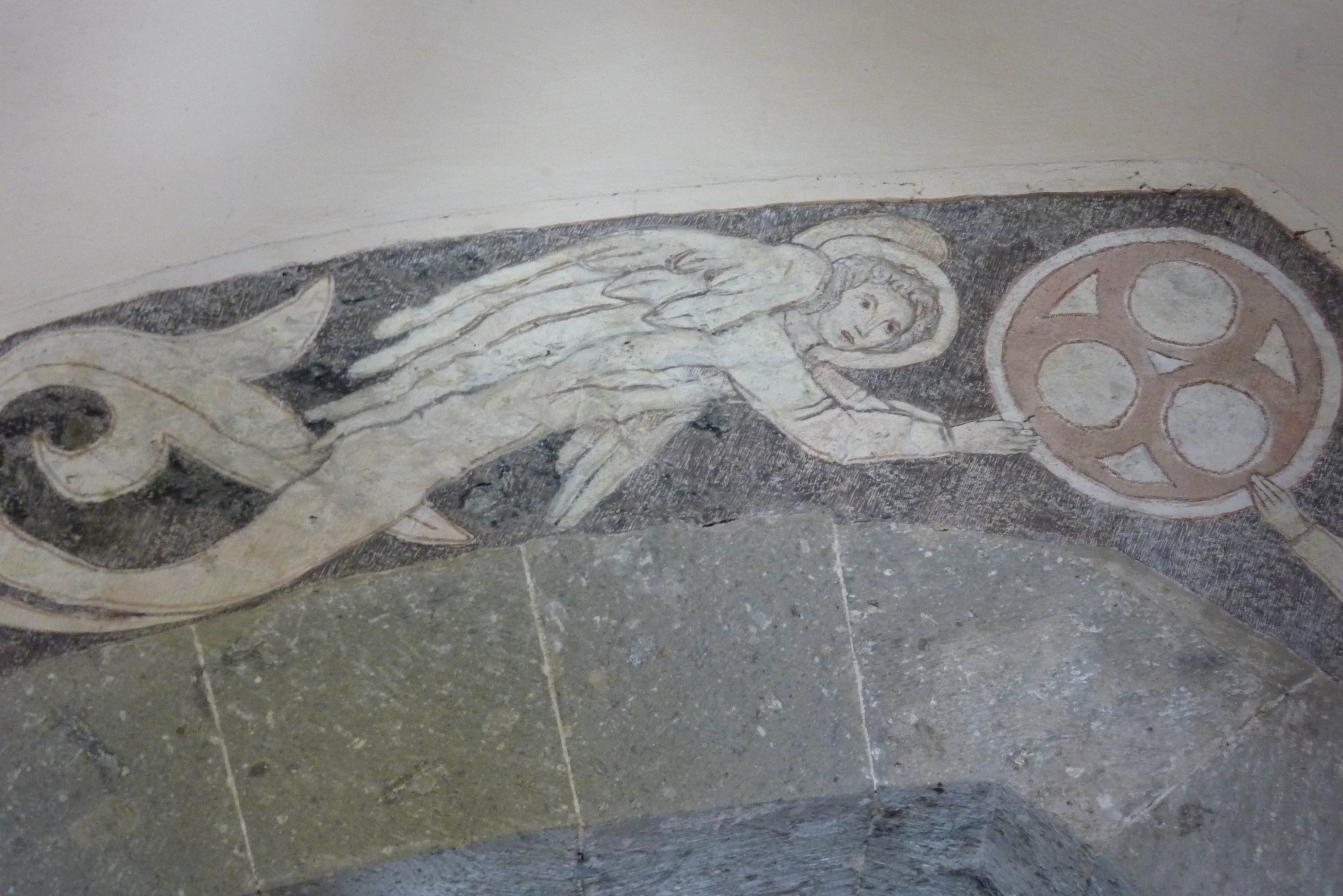
Fresko im Chorturm
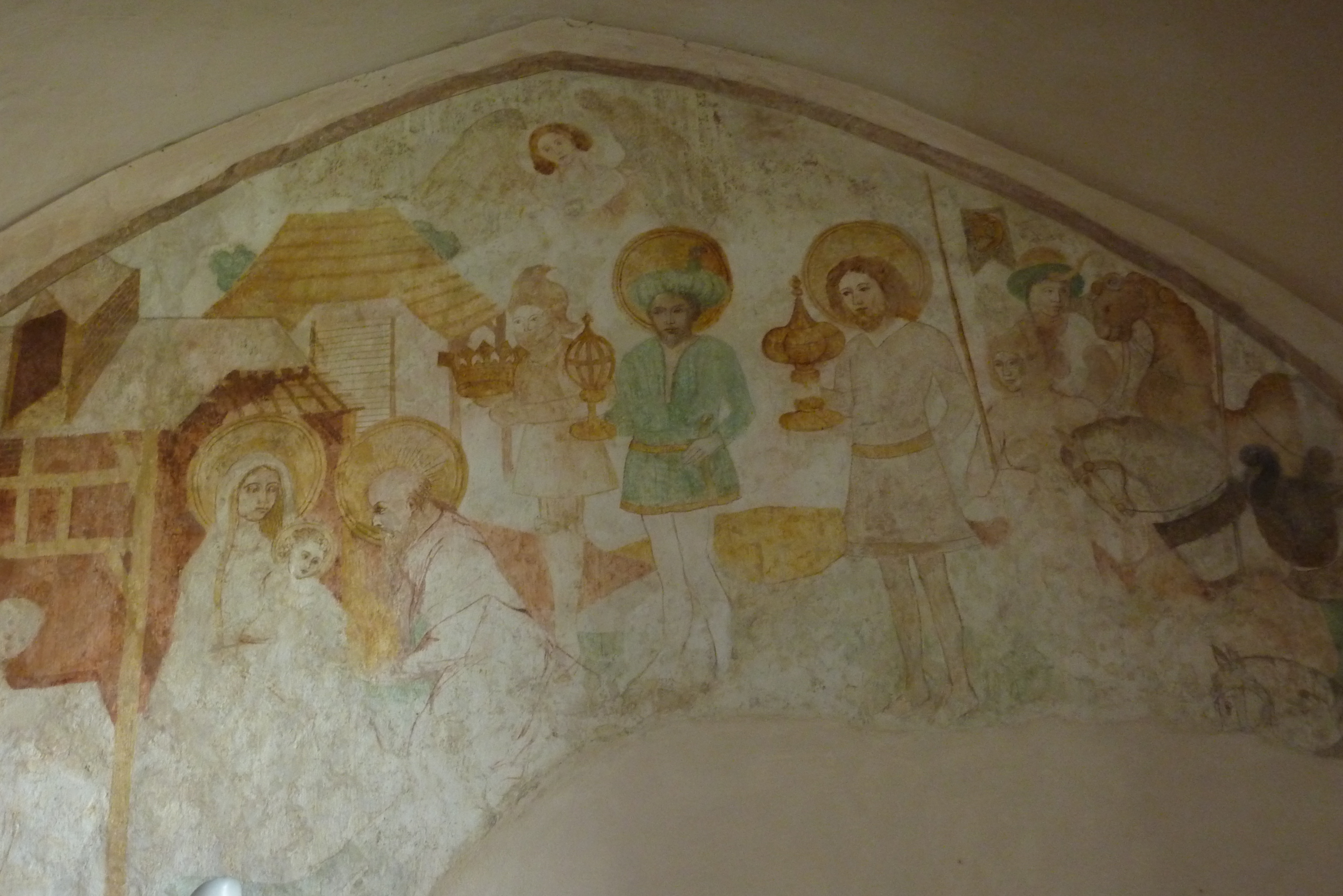
Anbetung der Heiligen Drei Könige

### Deckenmalerei im Chor und im Langhaus
Die Deckenfresken im Chor und im Langhaus wurden 1782 von Joseph Leitkrath ausgeführt. Im Langhaus sieht man Szenen aus dem Leben des heiligen Martin, des Schutzpatrons der Kirche, in der Mitte seine Verklärung und Krönung. In den Ecken der Hohlkehle sind in Grisaillemalerei die vier Evangelisten dargestellt, an den Seiten die Attribute des Kirchenpatrons wie Bischofshut, Krummstab und Gans. Am östlichen Rand des Bildes steht über einer Kartusche mit der lateinischen Inschrift „TIBI DEUS LAUS ET GLORIA“ (Dir Gott Lob und Ruhm) das Wappen des Hauses Neuburg Pfalz. Bei der männlichen Figur am Westrand des Freskos, die eine Tabakspfeife hält und in der Mode des 18. Jahrhunderts gekleidet ist, könnte es sich um ein Selbstporträt des Malers handeln.
Auf dem Deckenfresko im Chor ist das letzte Abendmahl dargestellt.

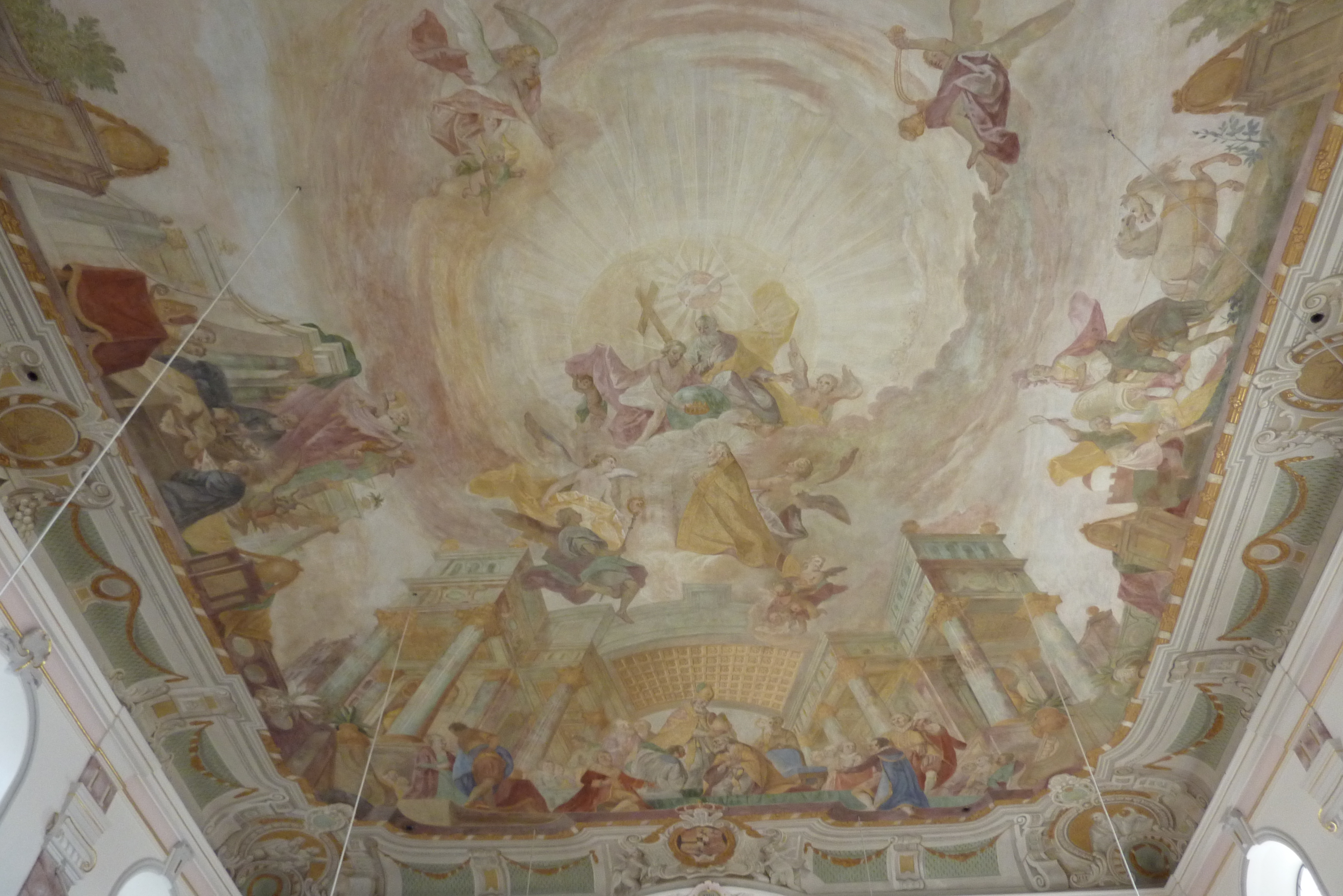
Deckenmalerei im Langhaus
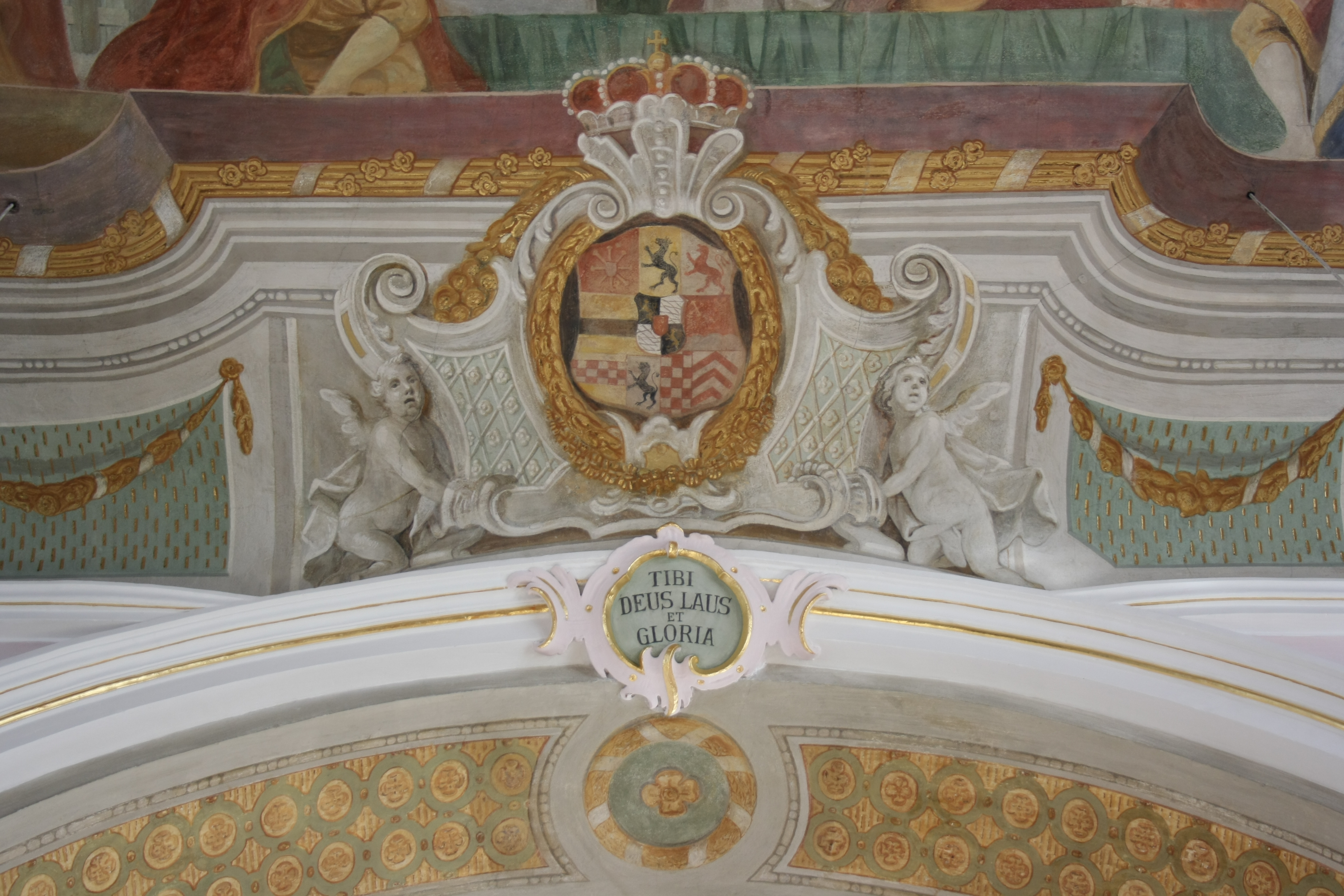
Wappenkartusche über dem Chorbogen

## Ausstattung
- Die Altäre wurden 1766/67 von Johann Eckart geschaffen, die Altarbilder wurden von Joseph Leitkrath ausgeführt. Das Altarblatt des Hochaltars stellt den Kirchenpatron, den heiligen Martin, dar, der seinen Mantel mit einem Bettler teilt, das Auszugsbild zeigt die Verkündigungsszene. Die Gemälde wurden wie die Holzfiguren zu beiden Seiten des Tabernakels, die heilige Katharina und die heilige Barbara, 1770 geschaffen.
- Das Altarbild des nördlichen Seitenaltars stellt den heiligen Sebastian dar. Die Figur des Schmerzensmannes wurde um 1770 vermutlich von dem in Dillingen an der Donau tätigen Bildhauer Johann Michael Fischer geschaffen.
- Das Gemälde des südlichen Seitenaltars ist dem heiligen Isidor gewidmet.
- Das Chorgestühl stammt aus dem 18. Jahrhundert.
- Die Kanzel ist eine Arbeit aus der zweiten Hälfte des 17. Jahrhunderts.
- Das Taufbecken, eine Kalksteinmuschelschale auf Balusterfuß mit Engelskopf und dem Christus- und Marienmonogramm, stammt aus dem späten 17. Jahrhundert.